# Panamerikanische Spiele 2023/Rugby
Bei den Panamerikanischen Spielen 2023 in der chilenischen Hauptstadt Santiago de Chile wurden vom 3. bis 4. November 2023 insgesamt zwei Turniere im Siebener-Rugby ausgetragen, davon je eines bei den Männern und bei den Frauen. Austragungsort war das Estadio Municipal de La Pintana.

## Bilanz

### Medaillenspiegel
| Platz  | Land               | Gold | Silber | Bronze | Gesamt |
| ------ | ------------------ | ---- | ------ | ------ | ------ |
| 1      | Argentinien        | 1    | —      | —      | 1      |
| 1      | Vereinigte Staaten | 1    | —      | —      | 1      |
| 3      | Chile              | —    | 1      | —      | 1      |
| 4      | Kanada             | —    | 1      | 1      | 2      |
| 5      | Brasilien          | —    | —      | 1      | 1      |
| Gesamt | Gesamt             | 2    | 2      | 2      | 6      |

### Medaillengewinner
| Disziplin | Gold | Silber | Bronze |
| --------- | --- | --- | --- |
| Männer    | ArgentinienJoaquín Pellandini Santiago Vera Feld Germán Schulz Matteo Graziano Augstín Fraga Santiago Álvarez Alejo Lavayén Gastón Revol Matías Osadczuk Santiago Mare Luciano González Marcos Moneta | ChileClemente Armstrong Luca Strabucchi Ignacio Lara Mehech Benjamín Videla José Manuel Bustamante Emílio Game Antonio Avelli Ariel Tchimino Tomás Urroz Diego Warnken Nicolás Garafulic José Salas            | KanadaBruce Ergas Ross Thiel Douglas Sager James Berna Eliot Hager Maina Hancock Thomas Isherwood Robert Russel Gordon Carson Grant Kartz Craig McDougall George Richard                                         |
| Frauen    | Vereinigte StaatenGrace Emba Rosa Maher Katherine Hearviland Alena Oslen Elena Tapper Uheina Faavesi Jean Rovetti Logan Kirshe Marie Sedrick Gabrielle Ramsey Kate Sullivan Lynn Doyle                | KanadaCarol de Couvreur Jayne Corrigan Ives Crossley Breanne Nicholas Neesha Romeo Camille Williams Alexandra Daniels Margaret Valenzuela Georgina Norsten Marie Kilgour Cameron Logan Clarice Hogan-Rochester | BrasilienMariana Nicolau Luiza Gonzalez Rafaela de Conti Gisele dos Santos Thalia da Silva Milena Mariano Aline Ribeiro Marina Fioravanti Gabriela Lima Andressa do Nascimento Bianca dos Santos Yasmin da Silva |